# 변성기

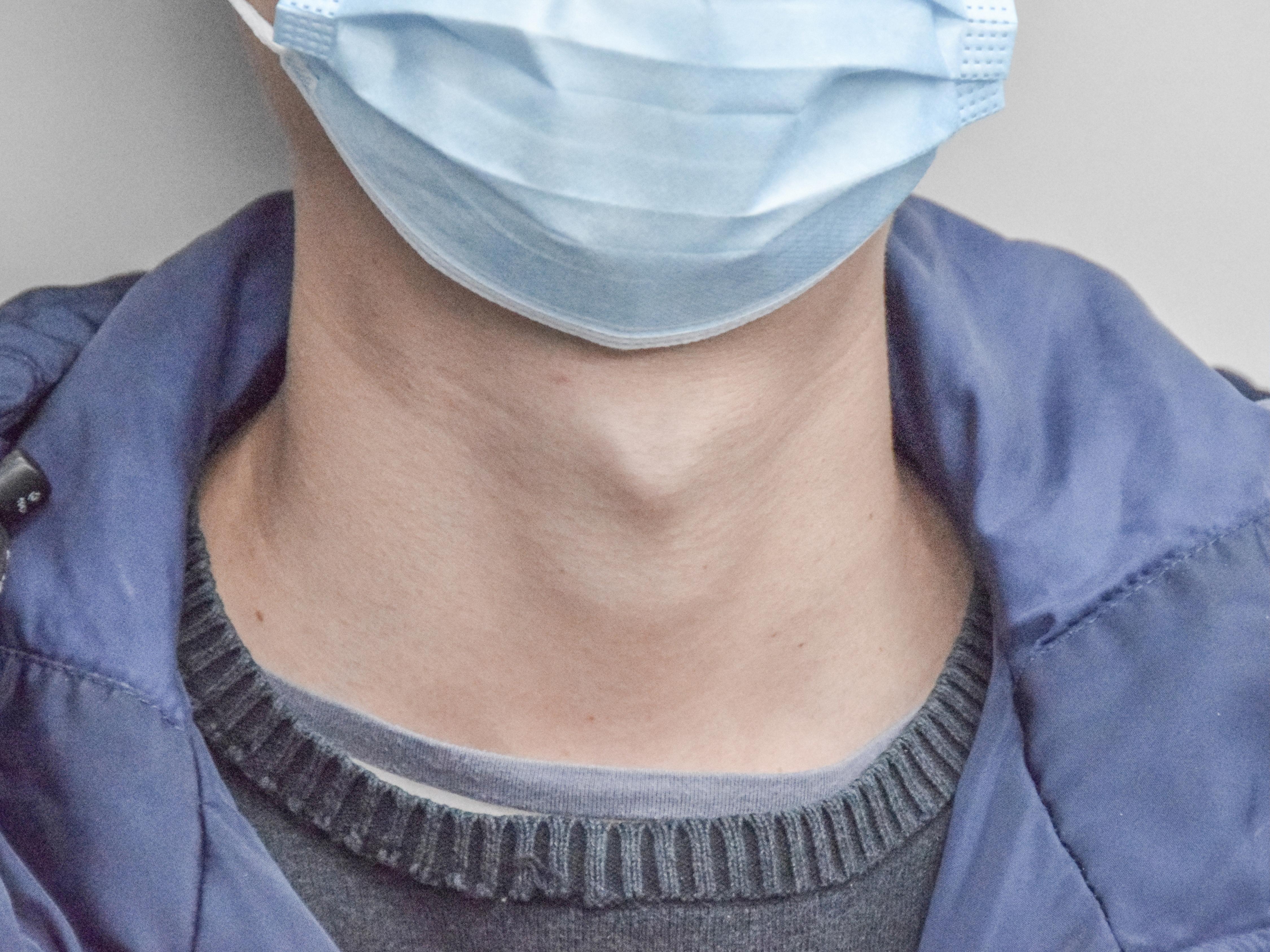

변성기(變聲期)는 인간의 발성 기관의 성장에 의해 성대 진동 발성의 양식이 달라 목소리의 음역과 음색이 변화하는 것을 의미한다.
변성기는 남성의 2차 성징과 함께 일어난다. 보통 12세~15세에 변성기가 오고 보통 3개월에서 2년까지 진행된다(개인차가 있다).

## 같이 보기
- 사춘기